# 高野幽山
高野 幽山（たかの ゆうざん、生年不詳 - 1702年11月3日（元禄15年9月14日））は、江戸時代前期の俳人である。名は直重、通称は孫兵衛。別号に丁々軒がある。談林派の一人。

## 経歴・人物
京都の生まれ。幼年期より俳諧を学び、松江重頼の門人となる。後に全国を行脚し、多くの俳諧を詠んだ。1674年（延宝4年）頃に江戸に入り、田代松意ら談林派の俳人が結成した「談林俳諧」の一員となる。また同時期に師匠と親交のあった陸奥の城主であった内藤風虎に仕えた。後に松尾芭蕉が幽山の補助として仕えたとされている。
晩年には伊勢に移り、当時同国の津藩主であった藤堂高通に仕える等、政治関係の役職にも携わった。同時期に俳号を「竹内為入」と改名したといわれている。

## 主な著作物
- 『江戸八百韻』- 談林派の俳人との共著[1]。
- 『和歌名所追考』- 全12冊からなる[2]。
- 『誹枕』- 1680年（延宝8年）刊行[2]。